# Bolsterlang
Bolsterlang är en kommun och ort i Landkreis Oberallgäu i Regierungsbezirk Schwaben i förbundslandet Bayern i Tyskland.
Kommunen ingår i kommunalförbundet Hörnergruppe tillsammans med kommunerne Balderschwang, Fischen im Allgäu, Obermaiselstein och Ofterschwang.